# Romofobia
Romofobia – negatywne postawy i uczucia wobec Romów; silny lęk przed Romami, połączony ze wstrętem lub nienawiścią w stosunku do nich.

## Opis
Nastroje antyromskie (zwane także antycyganizmem, antyromizmem lub cyganofobią) to ideologia obejmująca wrogość, uprzedzenia, dyskryminację, rasizm i ksenofobię, skierowana szczególnie do ludności romskiej (np. Romów, Sinti, Cale). 
Grupy wędrowne niebędące Romami w Europie, takie jak Yenish, Irish i Highland Travellers, często nazywane są „Cyganami”, w wyniku czego zwykle są mylone z Romami. W rezultacie nastroje pierwotnie kierowane do Romów są również kierowane do innych grup podróżników i często określa się je jako nastroje „antycygańskie”.
Romofobia określana jest w Europie jako „ostatni akceptowany rasizm". Jej podłożem są powtarzane stereotypy i negatywne postrzeganie Romów, np. ich sposobu życia czy kultury, podkreślanie obcości czy przekonanie o patologicznych cechach wszystkich członków społeczności romskiej.